# 福岡市立東福岡特別支援学校
福岡市立東福岡特別支援学校（ふくおかしりつ ひがしふくおかとくべつしえんがっこう）は、福岡県福岡市東区青葉三丁目8番1号にある知的障害児のための公立特別支援学校。

## 学部
- 小学部（I部・II部・III部）
- 中学部
- 高等部
- 訪問教育

## 沿革
- 1964年（昭和39年） - 馬出小学校分教場跡に設立
- 1965年（昭和40年） - 中学部新設
- 1984年（昭和59年） - 高等部新設、同年移転
- 1985年（昭和60年） - プール完成
- 2000年（平成12年） - 高等部軽度学級新設
- 2007年（平成19年） - 特別支援教育の実施により「福岡市立東福岡特別支援学校」と改称